# 橫綱

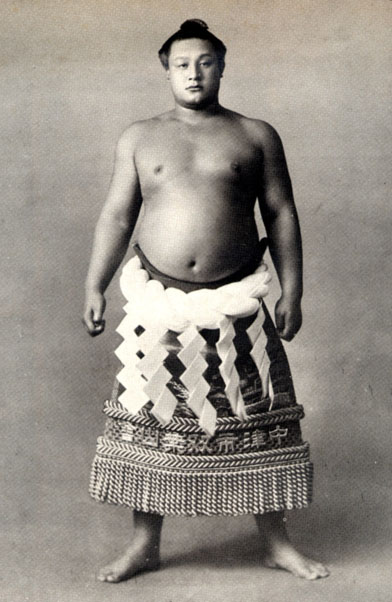
第35代横綱・雙葉山定次

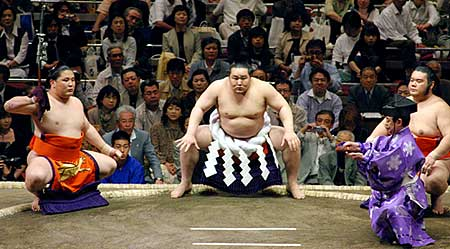
朝青龍明德橫綱入場儀式

横纲是相撲力士資格的最高位階，是在力士當中所遴選出「心、技、體」兼備的最優秀力士，賦予神聖的「綱（Tsuna）」，其本意即是腰間圍繫由粗麻繩所製成的腰帶；在「綱」之前則是代表神事稱之為「注連（Shimenawa）」的紙質垂飾。一般而言大关階級的選手要連續兩個場所賽程取得優勝才可獲得此榮譽頭銜，同时期在役的横綱通常不會超过四位。成为横纲的力士，在日本人心目中的地位十分崇高，除了特殊狀況及引退之外，半永久性的地位不会发生改变，成绩暫時下滑也不会被降级（但審議委員會會發出激勵決議，即是另一種警告），若成绩持续下滑会被强迫退休，宣佈退休時會被取消横綱头衔，但享有终身俸。
橫綱退役時若沒有繼承年寄名跡，可用四股名留在相撲協會作臨時理事五年。
第68代起連續四代橫綱朝青龍明德（2010年1月退役）、白鵬翔（2021年9月27日退役）、日馬富士公平（2017年11月29日退役）及鹤龍力三郎（2021年3月24日退役），皆出生於蒙古國；而第72代橫綱是日本茨城縣力士稀勢之里寬（2019年1月16日退役）。第73代橫綱為蒙古國出身的照之富士春雄（2025年1月17日退役），目前現役在位的橫綱有兩位，第74代橫綱豐昇龍智勝（蒙古國）與第75代橫綱大之里泰輝（日本石川縣）。
橫綱在很多方面都被視為相撲的公眾面貌，他們的行為方式受到高度審視與約束，因為橫綱代表了相撲作為一個整體的形象。在1950年前橫綱是由吉田司家辦法證書承認，現代則是由日本相撲協會中的橫綱審議委員會所推舉出來。

## 級別
相撲力士按運動成績分為十級：
- 序之口
- 序二段
- 三段
- 幕下
- 十兩
- 前頭
- 小結
- 關脇
- 大關
- 橫綱

如果番付表編成只有一位大關，但有一位以上的橫綱，等級較低的橫綱就會被稱作橫綱大關。

## 在位記錄
| 順位 | 四股名     | 在位数 | 在位期間             | 在位中成績                |
| ---- | ---------- | ------ | -------------------- | ------------------------- |
| 1位  | 白鵬翔     | 79場所 | 2007年7月-2021年9月  | 882勝128敗175休、優勝41回 |
| 2位  | 北之湖敏滿 | 63場所 | 1974年9月-1985年1月  | 670勝156敗107休、優勝22回 |
| 3位  | 千代富士貢 | 59場所 | 1981年9月-1991年5月  | 625勝112敗137休、優勝29回 |
| 4位  | 大鵬幸喜   | 58場所 | 1961年11月-1971年5月 | 622勝103敗136休、優勝29回 |
| 5位  | 貴乃花光司 | 49場所 | 1995年1月-2003年1月  | 429勝99敗201休、優勝15回  |
| 6位  | 曙太郎     | 48場所 | 1993年3月-2001年1月  | 432勝122敗166休、優勝8回  |
| 7位  | 柏戶剛     | 47場所 | 1961年11月-1969年7月 | 407勝147敗140休、優勝4回  |
| 7位  | 輪島大士   | 47場所 | 1973年7月-1981年3月  | 466勝142敗85休、優勝12回  |
| 9位  | 朝青龍明德 | 42場所 | 2003年3月-2010年1月  | 463勝91敗76休、優勝23回   |
| 10位 | 鶴龍力三郎 | 39場所 | 2014年5月-2021年3月  | 266勝117敗202休、優勝5回  |
| 参考 | 羽黑山政司 | 30場所 | 1942年1月-1953年9月  | 230勝62敗114休、優勝6回   |

## 短命横綱
| 順位 | 四股名       | 在位数 | 在位期間                                  | 在位中成績             |
| ---- | ------------ | ------ | ----------------------------------------- | ---------------------- |
| 1位  | 前田山英五郎 | 6場所  | 1947年11月-1949年10月                     | 24勝27敗5休、無優勝    |
| 2位  | 琴櫻傑將     | 8場所  | 1973年3月-1974年5月（番付上は1974年7月）  | 66勝34敗20休、優勝1回  |
| 2位  | 三重乃海剛司 | 8場所  | 1979年9月-1980年11月                      | 55勝23敗30休、優勝2回  |
| 2位  | 雙羽黑光司   | 8場所  | 1986年9月-1987年11月（番付上は1988年1月） | 74勝33敗13休、無優勝   |
| 5位  | 旭富士正也   | 9場所  | 1990年9月-1992年1月                       | 71勝29敗24休、優勝1回  |
| 6位  | 玉之海正洋   | 10場所 | 1970年3月-1971年9月                       | 130勝20敗0休、優勝4回  |
| 7位  | 若乃花勝     | 11場所 | 1998年7月-2000年3月                       | 61勝38敗57休、無優勝   |
| 8位  | 稀勢之里寬   | 12場所 | 2017年3月-2019年1月                       | 36勝36敗97休、優勝1回  |
| 9位  | 隆之里俊英   | 15場所 | 1983年9月-1986年1月                       | 95勝42敗75休、優勝2回  |
| 10位 | 朝潮太郎     | 16場所 | 1959年5月-1961年11月（番付上は1962年1月） | 102勝58敗95休、優勝1回 |

## 優勝次數記錄
截至2021年（令和3年）7月
| 順位 | 四股名     | 優勝次数 | 横綱在位中優勝 | 全勝優勝 | 備考                                    |
| ---- | ---------- | -------- | -------------- | -------- | --------------------------------------- |
| 1位  | 白鵬翔     | 45回     | 42回           | 16回     |                                         |
| 2位  | 大鵬幸喜   | 32回     | 29回           | 8回      |                                         |
| 3位  | 千代富士貢 | 31回     | 29回           | 7回      |                                         |
| 4位  | 朝青龍明德 | 25回     | 23回           | 5回      |                                         |
| 5位  | 北之湖敏滿 | 24回     | 22回           | 7回      |                                         |
| 6位  | 貴乃花光司 | 22回     | 15回           | 4回      |                                         |
| 7位  | 輪島大士   | 14回     | 12回           | 3回      |                                         |
| 8位  | 雙葉山定次 | 12回     | 9回            | 8回      | 幕内在位期间，依当时制度，每年仅有2場所 |
| 8位  | 武藏丸光洋 | 12回     | 7回            | 1回      |                                         |
| 10位 | 曙太郎     | 11回     | 8回            | 無       |                                         |

粗體字表示現役中